# حسابداری منابع انسانی
حسابداری منابع انسانی (به انگلیسی: human resource accounting) فرایند شناسایی و گزارش دهی سرمایه‌گذاری‌های انجام شده در منابع انسانی سازمان است که در حال حاضر در برخی ازکشورها به عنوان شیوه‌های حسابداری متعارف محاسبه نشده‌است؛ حسابداری منابع انسانی از شیوه‌های نوین دانش حسابداری به شمارمی رود که در کشورهای توسعه یافته جهان در حال اجراست.
فرایند حسابداری منابع انسانی درحقیقت در خصوص گسترش استانداردها و اصول حسابداری سرمایه‌های انسانی بحث می‌کند تا اینکه به سازمان‌ها نسبت به اندازه‌گیری دقیق ارزش منابع انسانی کمک کند.